# Da Bae Naw
Da Bae Naw (burmesisk: ဒါပဲနော်) er en burmesisk drama film som blev udgivet den 28. februar 2003.

## Skuespillere
- Dwe
- Nine Nine
- Nandar Hlaing
- Kyi Lai Lai Oo

| Film | Spire Denne filmartikel er en spire som bør udbygges. Du er velkommen til at hjælpe Wikipedia ved at udvide den. |